# Jewish Women's Archive
Het Jewish Women's Archive (JWA) is een virtueel museum dat in 1995 in de Amerikaanse plaats Brookline (Massachusetts) is opgericht. Het museum heeft als doelstelling: de geschiedenis van de Joodse vrouwen in Amerika aan het licht te brengen, te documenteren en toegankelijk te maken voor een breed publiek. Het museum werkt mee aan onderzoek, mondelinge geschiedenis projecten, een historische encyclopedie, het ontwikkelen van leerplannen en vormingsmateriaal, exposities en het organiseren van gemeenschapsevenementen. Het JWA publiceert een verzameling van inhoud op zijn website die gratis toegankelijk is.

## Geschiedenis en organisatie
Het JWA is een Amerikaanse non-profitorganisatie en wordt gefinancierd uit donaties. Oprichter en uitvoerend directeur is Gail Twersky Reimer (geboren 1950). Zij werd geïnspireerd door haar in Krakau geboren moeder Natalia die de Holocaust had overleefd. Gail Twersky Reimer is gepromoveerd in Engelse en Amerikaanse literatuur aan de Rutgers University en heeft in 1994 samen met Judith Kates een bloemlezing van essays van Joodse schrijfsters over het boek Ruth uitgegeven, hetgeen leidde tot de oprichting van het JWA. De website van het JWA werd in 1998 opgezet. Het JWA werkt samen met het Haddassah-Brandeis Institute aan de Brandeis University dat zich bezighoudt met het denken over joden en gender. Het Haddassah-Brandeis Institute organiseert internationale conferenties van Joodse vrouwen die verslag uitbrengen over de situatie van de Joodse vrouwen in hun landen. De voorzitter van de Wetenschappelijke Adviesraad van het JWA is Joyce Antler, hoogleraar Amerikaanse Joodse geschiedenis en hoogleraar vrouwen- en genderstudies aan de Brandeis University.

## Inhoud en projecten

### Encyclopedie
De encyclopedie bevat ca. 2000 artikelen, biografieën en essays over verschillende onderwerpen, en historische fotografieën en illustraties. Hij werd uitgegeven door Paula Hyman (1946–2011), hoogleraar moderne Joodse geschiedenis aan de Yale University, en Dalia Ofer van de Hebreeuwse Universiteit van Jeruzalem.

### Leerplannen en onderwijsmiddelen
Het leerplan Living the Legacy richt zich op de vaak verwaarloosde, maar centrale rol van Joodse vrouwen in de Amerikaanse burgerrechten- en arbeidersbeweging. Verdere onderwijsmiddelen zijn 18 Go & Learn lesplannen, lees- en kijkwijzers, onderwijsmiddelen in verband met het werken met primaire bronnen en stukken over workshops voor moeders en dochters.

### Exposities

#### Katrina's Jewish Voices
Het mondelinge geschiedenis project Katrina's Jewish Voices documenteert de ervaringen van de Joodse gemeenschap tijdens en naar de orkaan Katrina door foto's, blogartikelen, podcasts en e-mails. Het werd georganiseerd in samenwerking met het Center for History and New Media aan de George Mason University. Het JWA heeft interviews met 85 leden van de Joodse gemeenschap van New Orleans en Baton Rouge gemaakt die in de expositie zijn opgenomen.

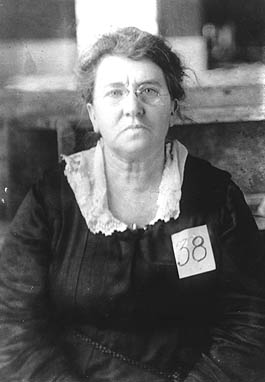
Foto uit het JWA:
Emma Goldman wordt in 1919 de VS uitgezet.

#### Jewish Women and the Feminist Revolution
De expositie Jewish Women and the Feminist Revolution documenteert de rol van Joodse vrouwen in de Amerikaanse vrouwenbeweging. Hij toont levensverhalen, egodocumenten en historische documenten over vrouwelijke activisten, professionals, schrijvers en artiesten. De expositie bevat een tijdlijn over de tweede feministische golf in de tijd van 1960 tot aan het eind van de twintigste eeuw, waarin Joodse feministen de Amerikaanse maatschappij en het Joodse leven in Amerika hebben veranderd.

#### Women of Valor
Women of Valor documenteert door beelden en primaire bronnen het leven van 16 Joodse vrouwen die met moed en overtuiging sociale, culturele en religieuze barrières hebben overwonnen, om een meer rechtvaardige wereld te creëren, waaronder Emma Goldman, Bella Abzug en Anna Sokolow.

### Documentaire
Making Trouble: Three Generations of Funny Jewish Women is een door het JWA geproduceerde film van Rachel Talbot. Hij portretteert zes vrouwelijke komieken uit de twintigste eeuw, Molly Picon, Fanny Brice, Sophie Tucker, Joan Rivers, Gilda Radner en Wendy Wasserstein en wordt gepresenteerd door de komieken Judy Gold, Jackie Hoffman, Cory Kahaney en Jessica Kirson. Hij werd op 70 filmfestivals getoond. In 2007 ontving hij tijdens het Palm Beach Jewish Film Festival de publieksprijs voor de beste documentaire en een Special Mention in de categorie Jewish Experience tijdens het Jerusalem Film Festival.

## Annual Luncheon
Het JWA geeft sinds 2011 elk jaar een Annual Luncheon in New York. Tijdens de Annual Luncheon worden drie vrouwen voor hun activiteiten en prestaties geëerd.

## Natalia Twersky Educator Award
Het JWA reikt sinds 2012 de Natalia Twersky Educator Award uit aan pedagogen die zich inzetten voor een genderinclusief leerprogramma en de verhalen en stemmen van Joodse vrouwen op een creatieve manier bij het onderwijs betrekken. De prijs is verbonden met een bedrag van 2500 US-dollar.

## Prijzen
- 2012: Simon Rockower Award for Excellence in Jewish Journalism (Best Single Commentary)
- 2012: American Jewish Distinguished Service Award, Hebrew Union College-Jewish Institute of Religion
- 2014: Lee Max Friedman Award Medal, American Jewish Historical Society[13]